# Tjalling Aedo Johan Willem Schorer
Jhr. mr. Tjalling Aedo Johan Willem Schorer, heer van Westcapelle, Welzinge en Nieuwerve (Utrecht, 12 augustus 1909 - Vlissingen, 25 juli 1988) was een Nederlandse jurist en politicus van de PvdA.

## Biografie
Schorer was een lid van de familie Schorer en een zoon van advocaat jhr. mr. Karel Johan Schorer (1870-1942) en jkvr. Johanna Henriette Reinoudina van Eysinga (1876-1947). Hij trouwde in 1935 met jkvr. Henriëtte Sophia Francisca Teding van Berkhout (1911-2003), lid van de familie Teding van Berkhout, uit welk huwelijk een zoon werd geboren: jhr. mr. Hugo Schorer, later burgemeester van Renswoude.
Schorer studeerde af in 1934 in Nederlands recht aan de Rijksuniversiteit Utrecht. Daarna werd hij directeur bij een door hem opgericht verzekeringsbedrijf. Direct na de Tweede Wereldoorlog werd hij vicevoorzitter van het Middelburgse tribunaal. Een jaar later nam hij zijn eerste politieke mandaat op: hij werd op 19 juni 1946 lid van Provinciale Staten van Zeeland hetgeen hij tot 1970 zou blijven. In die periode was hij ook gemeenteraadslid en wethouder van Middelburg. Vanaf 1956 was hij gedurende bijna zeven jaren lid van de Eerste Kamer der Staten-Generaal. Hij was voor zijn partij, de Partij van de Arbeid, woordvoerder landbouw en visserij en verkeer en waterstaat.
Schorer bekleedde verschillende partijfuncties, was actief in de Nederlands-Hervormde kerk, had zitting in besturen van verschillende cultureel-wetenschappelijke instellingen en zette zich ook in nevenfuncties in voor de ontwikkeling van de provincie Zeeland.
Schorer werd in 1970 benoemd tot Ridder in de Orde van de Nederlandse Leeuw.
- Biografisch Portaal: 10051214
- Parlement.com: vg09ll7zpmzy
- Virtual International Authority File: 9423153289900132770001
- WorldCat: E39PBJxmHV6gh747hDMx9rFMyd